# Никитенко, Пётр Романович
Пётр Романович Никитенко — советский военный деятель, генерал-лейтенант.

## Биография
Родился в 1920 году в селе Омельковщина Хойникского района Гомельской области Белоруссии. Член КПСС с года.
С 1939 года — на военной службе. В 1942 году окончил Второе Ленинградское артиллерийское училище, а после — Высшую штабную артиллерийскую школу.
В 1939—1991 гг. — красноармеец, участник советско-финской войны, преподаватель тактики на курсах младших офицеров.
Во время Великой Отечественной войны: начальник штаба артиллерийского дивизиона, начальник разведки артиллерийской бригады, артиллерийской дивизии. Воевал на Первом и Втором Белорусских фронтах.
с 1947 года был преподавателем артиллерийской разведки в Высшей артиллерийской штабной школе С 1955 — заместитель командира артиллерийской бригады, начальник отдела штаба артиллерии Киевского военного округа. В 1961—1963 годах был советником при командире артиллерии Синайской армии Египта, затем, до 1970 года, командир ракетной бригады Киевского военного округа. В 1970 получил назначение начальника штаба ракетных войск и артиллерии Южной группы советских войск на котором работал до 1972 года. До 1974 года был начальником штаба — первым заместителем командующего ракетными войсками и артиллерией Группы советских войск в Германии, начальник Казанского высшего военного командно-инженерного училища ракетных войск имени М. Н. Чистякова, главный военный специалист в Научно-исследовательском институте электронной промышленности (Киев).
Умер в Киеве в 2011 году.